# Rhabdogaster charma
Rhabdogaster charma là một loài ruồi trong họ Asilidae. Rhabdogaster charma được Londt miêu tả năm 2006. Loài này phân bố ở vùng nhiệt đới châu Phi.